# Rollwiderstand
Der Rollwiderstand (auch: Rollreibung oder rollende Reibung) ist die Kraft, die beim Abrollen eines Rades oder Wälzkörpers entsteht und der Bewegung entgegengerichtet ist. Da der Rollwiderstand ungefähr proportional zur Normalkraft ist, wird als Kennwert der Rollwiderstandskoeffizient {\displaystyle c_{\mathrm {R} }} (auch: Rollwiderstandsbeiwert. Rollreibungsbeiwert usw.) wie folgt gebildet:
{\displaystyle F_{\mathrm {R} }=c_{\mathrm {R} }\cdot F_{\mathrm {N} }}  - Der Rollwiderstand entspricht dem Rollwiderstandskoeffizient multipliziert mit der Normalkraft
Bei vergleichbaren Rahmenbedingungen ist die Rollreibung erheblich kleiner als die Gleitreibung. Bei vielen Anwendungen verursachen daher Wälzlager wie Kugellager geringere Verluste als Gleitlager. Bei höheren Geschwindigkeiten und Belastungen sind Gleitlager in der Regel nur konkurrenzfähig, wenn durch konstante Zufuhr eines Schmiermittels ein direkter Kontakt von Feststoffen durch einen dazwischen befindlichen Flüssigkeitsfilm verhindert werden kann.
Der Rollwiderstandskoeffizient {\displaystyle c_{\mathrm {R} }} hängt neben der Materialpaarung auch von der Geometrie des Rollkörpers ab, insbesondere von seinem Radius.
Die Bremswirkung entsteht durch die unelastische Verformung des Reifens in der Reifenaufstandsfläche und ist umso kleiner, je kleiner die Dämpfung des Materials und je kleiner die Einsenkung bzw. Verformung des Reifens ist.
Neben dem Rollwiderstand können Schwallwiderstand, der durch das Verdrängen von z. B. Wasser entsteht, Lagerreibung sowie der Vorspurwiderstand berücksichtigt werden. Letzterer entsteht, wenn das Rad nicht parallel zur Bewegungsrichtung läuft.
Die Kraft, die überwunden werden muss, um einen runden Körper aus dem Stillstand in rotierende Bewegung zu versetzen, wird als Anfahrwiderstand bezeichnet. Bei Fahrzeugen ist der Rollwiderstand gemeinsam mit dem Losbrechwiderstand ein Teil des Fahrwiderstands.

## Grundlagen

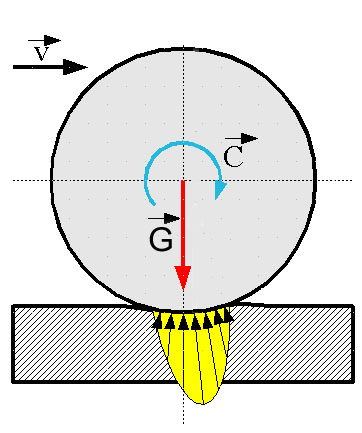
Abbildung 1:
Asymmetrische Kontaktkraft

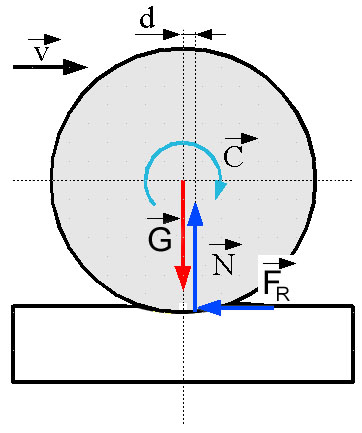
Abbildung 2:
Kräfte während des Rollens

Beim Abrollen werden sowohl der rollende Körper (Wälzkörper) als auch die Unterlage (die Fahrbahn bzw. Wälzkörperbahn) verformt und zwar nahe dem Berührungspunkt bzw. der Berührungslinie. Im Wesentlichen handelt es sich dabei um eine elastische Verformung, es kommen jedoch Vorgänge hinzu, die einen Energieverlust verursachen. Insbesondere handelt es sich dabei um Walkarbeit im Reifengummi.
Insbesondere, wenn in das rollende Objekt Antriebs-, Verzögerungs- oder Führungskräfte eingeleitet werden, können auch Gleitreibungsanteile beim Abrollen auftreten. Bei Reifen also verstärkt bei Kurvenfahrt, beim Beschleunigen und Bremsen.
Auf nachgiebigem Untergrund spielt die Verdrängungsarbeit eine herausragende Rolle, die auf plastischer Verformung und innerer Reibung des Bodenmaterials beruht. So etwa beim Fahren auf feuchtem Erdboden, Schnee, Sand oder Splitt. Ähnliche Vorgänge können auch im Schotter des Gleisbettes auftreten.
Stahlrad läuft auf Schiene bei der Eisenbahn.
In nebenstehendem Bild wird durch das Rad die Schienenoberfläche elastisch verformt, bei Bewegung wird das Schienenmaterial in Fahrtrichtung gestaucht. Dabei türmt sich vor dem Rad ein Berg auf. Da sich das Schienenmaterial nur geringförmig bewegt, wird fortlaufend der Berg durch das Rad gewalzt und ebnet sich hinter dem Rad wieder ein. Beim Durchrutschen wird infolge des großen Flächendrucks das Material stark gepresst. Je häufiger eine Schiene befahren wird, desto eher können infolge der Pressung und Entspannung Teile der Oberfläche ausbrechen, was durch matte oder raue Oberflächen erkennbar wird. Ein Nebeneffekt ist die in einem nachgiebigen Schotterbett liegende Schienen-Schwellen Kombination, die dämpfend wirkt. Da sich das Rad während der Fahrt in dem „Tal“ der Eindruckstelle befindet, muss dieses auch bei horizontaler Strecke ständig neu gebildet werden. Es wandert während der Fahrt mit, was einen entsprechenden Energieverlust bedeutet. Der Effekt ist jedoch kleiner als der oben genannte. Hinzu kommt Reibung bei Kurvenfahrt aufgrund der starren Achsen.
Reifen auf nachgiebigem Untergrund
Wenn ein gummibereiftes Fahrzeug auf weichem Untergrund, wie lockerem Sand, fährt, wird das Fahren umso beschwerlicher, je schmaler die Reifen sind. Schmale Reifen sinken in weichem Untergrund ein. Der Reifen muss das Material verdrängen und zusätzlich die Reibung an den Reifenflanken überwinden. Geländegängige Fahrzeuge wie Mountainbikes besitzen daher breite Reifen. Reifen mit kleinem Durchmesser schieben eher einen Keil des Materials vor sich her, während Reifen mit größerem Durchmesser das aufgeworfene Material seitlich verdrängen bzw. zerteilen.
Gummireifen auf festem Fahrbahnbelag
Auf hartem Belag ist die Verformung des Gummireifens deutlich größer als die des Untergrunds. Eine feste Gummimischung sowie ein hoher Luftdruck des Reifens mindern Walkarbeit, Rollwiderstand und Berührungsfläche. Fahrräder für ausschließlich befestigte Untergründe werden mit schmalen Reifen und hohem Reifeninnendruck gefahren. Der hohe Druck sowie die geringe Wandstärke und Profilierung von schmalen Rennrad-Reifen haben jedoch einen größeren Einfluss auf den Rollwiderstand als die Reifenbreite und -größe an sich. Reifenbreite und -größe beeinflussen zwar indirekt über Gewicht, Luftwiderstand und Abrollverhalten bei Unebenheiten den Fahrwiderstand, den Rollwiderstand selber hingegen nur in geringem Maße.
Medizinbälle
Das Rollen eines schweren und nachgiebigen Medizinballs erfordert eine größere Anstrengung, da die weiche Füllung des Balles sich beim Rollen beständig plastisch verformt.

## Rollwiderstandskoeffizient
Durch die Verformung beim Abrollen verschiebt sich die Kontaktkraft zwischen Körper und Unterlage wie in Abbildung 1 dargestellt nach vorn. In Abbildung 2 wurden die flächig wirkenden Kontaktkräfte durch die statisch äquivalente Normalkraft {\displaystyle N} ersetzt, die um die Strecke {\displaystyle d} gegenüber dem Aufstandspunkt verschoben ist, sowie durch die Reibungskraft {\displaystyle F_{\mathrm {R} }}, die entgegen der Bewegungsrichtung wirkt.
Aus den Gleichgewichtsbedingungen ergibt sich für Räder bzw. Rollen mit Radius {\displaystyle R} bei konstanter Geschwindigkeit
{\displaystyle F_{\mathrm {R} }={\frac {d}{R}}\cdot F_{\mathrm {N} }}
Der Quotient {\displaystyle {\frac {d}{R}}} ist der Rollwiderstandskoeffizient {\displaystyle c_{\mathrm {R} }} (veraltet auch: Rollwiderstandsbeiwert oder Rollreibungsbeiwert):
{\displaystyle c_{\mathrm {R} }={\frac {d}{R}}}
Damit bekommt der Ausdruck für die Rollreibung {\displaystyle F_{\mathrm {R} }} die Form
{\displaystyle F_{\mathrm {R} }=c_{\mathrm {R} }\cdot F_{\mathrm {N} }}
mit
{\displaystyle R} als Radius des Rades und
{\displaystyle F_{\mathrm {N} }} als Normalkraft.
Wenn man den Rollwiderstand als Drehmoment versteht, ist {\displaystyle d} der „Hebelarm“, an dem die Normalkraft angreift.
Der Rollwiderstandskoeffizient ist eine dimensionslose (einheitenfreie) Zahl, die von Materialeigenschaften und Geometrie des abrollenden Körpers abhängt (bei Reifen insbesondere auch vom Luftdruck). Typische Zahlenwerte des Rollwiderstandskoeffizienten liegen um ein bis über zwei Größenordnungen unter denen der niedrigsten Gleitreibungskoeffizienten.

### Typische Rollwiderstandskoeffizienten cR
| cR            | Wälzkörper/Wälzkörperbahn                                                          |
| ------------- | ---------------------------------------------------------------------------------- |
| 0,0005–0,001  | Kugellager, Kugel und Lager aus gehärtetem Stahl 4                                 |
| 0,001–0,002   | Eisenbahnrad auf Schiene 1                                                         |
| 0,0018–0,0032 | Fahrradreifen (25 mm breit, 7 bar, Rennrad) auf glattem Asphalt 5                  |
| 0,0026–0,0046 | Fahrradreifen (25 mm breit, 7 bar, Rennrad) auf rauem Asphalt 5                    |
| 0,0031–0,0058 | Fahrradreifen (40 mm breit, 4 bar, Gravelbike) auf (rauem?) Asphalt 6              |
| 0,0048–0,0080 | Fahrradreifen (40 mm breit, 2 bar, Gravelbike) auf Schotter 6                      |
| 0,015–0,02    | Motorradreifen auf Asphalt                                                         |
| 0,006–0,010   | Autoreifen auf Asphalt, Lkw                                                        |
| 0,011–0,015   | Autoreifen auf Asphalt, Pkw                                                        |
| 0,01–0,02     | Autoreifen auf Beton 2                                                             |
| 0,02          | Autoreifen auf Schotter                                                            |
| 0,015–0,03    | Autoreifen auf Kopfsteinpflaster 2                                                 |
| 0,03–0,06     | Autoreifen auf Schlaglochstrecke 2                                                 |
| 0,045         | Gleiskette (Kettenlaufwerk, Panzer Leopard 2) auf fester Fahrbahn                  |
| 0,050         | Autoreifen auf Erdweg                                                              |
| 0,04–0,08     | Autoreifen auf festgefahrenem Sand 2                                               |
| 0,035–0,08    | Gurtband (Raupenfahrwerk, Caterpillar Challenger und John Deere 8000T) auf Asphalt |
| 0,2–0,4       | Autoreifen auf losem Sand 2, 3                                                     |

### Grenzen der Theorie
Die oben beschriebene Beziehung
{\displaystyle F_{\mathrm {R} }={\frac {d}{R}}\cdot F_{\mathrm {N} }=c_{\mathrm {R} }\cdot F_{\mathrm {N} }}
ist ein vereinfachtes Modell, welches für die meisten Berechnungen in der Technik ausreichend ist. Die Abhängigkeit der Rollreibung von weiteren Größen wie Kontaktkraft, Geschwindigkeit etc. wird hierbei nicht berücksichtigt (siehe auch Losbrechwiderstand).
Messungen bei Fahrradreifen zeigen etwa eine Verdoppelung von {\displaystyle c_{\mathrm {R} }} von quasistatischen Geschwindigkeiten bis zu 80 km/h.
Ferner betrachtet das beschriebene Modell nicht den möglichen Einfluss eines dritten Stoffes, der an der Grenzschicht zwischen Wälzkörper und Wälzkörperbahn vorhanden sein kann (Flüssigkeit oder Schmierstoff). Beispiele sind Schmierfett auf der Schiene oder Wasser auf der Straße. In einem solchen Fall wird von Mischreibung gesprochen.
Extreme Werte für Geschwindigkeiten und Temperaturen sowie eventuell chemische Einflüsse an den Kontaktstellen können mit diesem Modell nicht erfasst werden.